# Робертсон, Брюс
Брюс Робертсон (англ. Bruce Robertson; род. 17 июня 1962, Калгари, Альберта) — канадский гребец, выступавший за сборную Канады по академической гребле в период 1986—1992 годов. Чемпион летних Олимпийских игр в Барселоне, дважды серебряный призёр чемпионатов мира, двукратный бронзовый призёр Панамериканских игр в Индианаполисе, победитель и призёр регат национального значения.

## Биография
Брюс Робертсон родился 17 июня 1962 года в городе Калгари провинции Альберта, Канада.
Заниматься академической греблей начал в 1984 году, состоял в гребной команде «Виктория Вайкс» во время учёбы в Викторианском университете, неоднократно принимал участие в различных студенческих регатах.
Дебютировал на взрослом международном уровне в сезоне 1986 года, когда вошёл в основной состав канадской национальной сборной и выступил на чемпионате мира в Ноттингеме, где в зачёте распашных рулевых четвёрок финишировал седьмым.
В 1987 году побывал на Панамериканских играх в Индианаполисе, откуда привёз две награды бронзового достоинства, выигранные в четвёрках без рулевого и в восьмёрках с рулевым.
Благодаря череде удачных выступлений удостоился права защищать честь страны на летних Олимпийских играх 1988 года в Сеуле, здесь в безрульных четвёрках сумел квалифицироваться лишь в утешительный финал В и расположился в итоговом протоколе соревнований на 11 строке.
После сеульской Олимпиады Робертсон остался в составе гребной команды Канады на ещё один олимпийский цикл и продолжил принимать участие в крупнейших международных регатах. Так, в 1989 году в рулевых четвёрках он закрыл десятку сильнейших на чемпионате мира в Бледе.
На мировых первенствах 1990 года в Тасмании и 1991 года в Вене дважды подряд становился серебряным призёром в восьмёрках.
Находясь в числе лидеров канадской национальной сборной, благополучно прошёл отбор на Олимпийские игры 1992 года в Барселоне. На сей раз в программе восьмёрок в финале обошёл всех своих соперников, в том числе на 0,14 секунды опередил ближайших преследователей из Румынии, и тем самым завоевал золотую олимпийскую медаль.
Став олимпийским чемпионом, Робертсон покинул сборную Канады ради учёбы в Оксфордском университете. В Англии он тоже состоял в университетской гребной команде, в частности в 1993 году участвовал в традиционной регате «Оксфорд — Кембридж».
За выдающиеся спортивные достижения введён в Канадский олимпийский зал славы (1994) и Спортивный зал славы Альберты (1997).
Впоследствии проявил себя как спортивный функционер, занимал руководящие посты в канадской гребной федерации Rowing Canada.